# 计算力学
计算力学是关于应用计算方法研究服从力学原理的现象的学科。在作为除理论科学与实验科学外“第三条路”的计算科学出现之前，计算力学普遍被视作应用力学的子学科，现在则被视作计算科学的子学科。

## 概述
计算力学是一个交叉学科，它的三个支柱是数学、计算机科学和力学。计算流体力学、计算热力学、计算电磁学和计算固体力学是其主要分支。
在数学领域与计算力学关联最紧密的是偏微分方程、线性代数和数值分析。应用最多的数值方法依次是有限单元法、有限差分法和边界单元法。在固体力学方面有限单元法远比有限差分法应用普遍，然而在流体力学、热力学和电磁学方面，有限差分法几乎同样适用。边界单元法技术一般较不流行，但在特定领域，如音响工程，则有特别应用。
关于计算，计算机编程、算法和平行计算在计算力学中扮演了重要角色。在科学界应用最广泛的编程语言是Fortran，近来C++成为流行，科学计算人群也已慢慢接受C++作为通用语言。而因其以极自然的方式表达数学计算，及其内装的可视化能力，商业语言环境MATLAB也被广泛应用，尤其作为快速应用开发和模型验证。
计算力学已经投入实际运用的一些例子包括车辆碰撞仿真、石油储层建模、生物力学、玻璃制造和半导体建模。
在20世纪，尤其是后半段，计算力学已经对科学与技术影响深远。过去用解析方法难以或不能处理的复杂系统已经用计算力学提供的工具仿真成功了。与量子力学、分子力学和生物力学结合的新模式，将使计算力学准备在未来扮演更重要的角色。

## 一般过程
计算力学领域的科学家遵循一系列任务去分析他们的目标力学过程：
1. 建立物理现象的数学模型。这一步用物理学使复杂系统公式化，通常涉及用偏微分方程表达自然或工程系统。
2. 将数学方程转换成适合数字计算的形式。这一步叫做离散化，即从原本连续的模型建立一个近似的离散模型。尤其是通常将偏微分方程（或方程组）转化为代数方程组。此步涉及的过程在数值分析中研究。
3. 利用计算机程序解算离散方程。直接法即单步方法得解，迭代法即从试解不断修正得到真实的解。根据问题的性质，在此阶段可能用到超级计算机或并行计算。
4. 用实验结果或可得精确解析解的简化模型确认数学模型、数值步骤和计算机代码。新的数值或计算技术经常通过与那些已成型的数值方法对比其结果而确认。多数情况下还有基准测试题。数值结果还必须进行可视化，以及给出物理上的解释。